# Jarkko & Laura
Jarkko & Laura (en finés: Jarkko ja Laura) es un dúo finés de pop, integrado por Jarkko Antikainen y Laura Ruotsalo. La dupla consiguió la fama en la escena musical finlandesa en 1966, con una canción medianamente exitosa escrita por Laura, titulada "Meidän lalumme". Desde ese entonces, han publicado varios sencillos, además de algunas versiones de canciones en inglés, como "The Windmills of Your Mind", "Cinderella Rockefella", "Lament of the Cherokee Reservation", muy populares en ese momento.

## Eurovisión 1969
En 1969, ellos fueron elegidos para representar a Finlandia en el Festival de Eurovisión celebrado en Madrid, España, con la canción "Kuin silloin ennen" ("Como en esos tiempos"). Finalmente, la dupla alcanzó el 12° puesto con 6 puntos.
Poco tiempo después de celebrado el festival, la pareja contrajo matrimonio.

## Después de Eurovisión
Luego de su paso por el escenario de Eurovisión, ellos lanzaron varios sencillos consecutivamente hasta 1972. En la actualidad, Jarkko es fotógrafo y Laura aún sigue trabajando en el mundo de la música. Ella lanzó un álbum en solitario en 2004 titulado Tyttö kaupungista.